# Euthalia pura
Euthalia pura är en fjärilsart som beskrevs av Hans Fruhstorfer 1904. Euthalia pura ingår i släktet Euthalia och familjen praktfjärilar. Inga underarter finns listade i Catalogue of Life.